# HD 82232
HD 82232，又名BD-14 2867，SAO 155246、HR 3772，是一颗恒星，视星等为5.85，位于銀經247.99，銀緯25.19，其B1900.0坐标为赤經9h 25m 38.3s，赤緯-15° 25.19′ 12″。